# Bahnstrecke Pimentel–Pucalá
| Compañia del ferro carril y muelle de Pimentel |                           |                                         |                                         |
| Streckenlänge: | 48 km                     |                                         |                                         |
| Spurweite: | 914 mm (engl. 3-Fuß-Spur) |                                         |                                         |
| |                           |                                         |                                         |
| \| \| \| \| \| \| \| 0 \| Pimentel Muelle (Pier) \| Pimentel Muelle (Pier) \| \| \| 2 \| Pimentel \| Pimentel \| \| \| \| Santo Domingo \| \| \| \| \| Bahnstrecke Eten–Ferreñafe (Normalspur) \| \| \| \| 11 \| Chiclayo \| Chiclayo \| \| \| 29 \| Pomalca \| Pomalca \| \| \| \| La Punta \| \| \| \| \| Saltur \| \| \| \| 48 \| Pucalá \| Pucalá \| \| \| \| \| \| \| Quellen: [1] \| \| \| \| |                           |                                         |                                         |
| |                           |                                         |                                         |
| Betriebs-/Güterbahnhof Anfang Hochstrecke (Strecke außer Betrieb) | 0                         | Pimentel Muelle (Pier)                  | Pimentel Muelle (Pier)                  |
| Bahnhof (Strecke außer Betrieb) | 2                         | Pimentel                                | Pimentel                                |
| Haltepunkt / Haltestelle (Strecke außer Betrieb) |                           | Santo Domingo                           | Santo Domingo                           |
| Kreuzung (Strecken außer Betrieb) |                           | Bahnstrecke Eten–Ferreñafe (Normalspur) | Bahnstrecke Eten–Ferreñafe (Normalspur) |
| Bahnhof (Strecke außer Betrieb) | 11                        | Chiclayo                                | Chiclayo                                |
| Bahnhof (Strecke außer Betrieb) | 29                        | Pomalca                                 | Pomalca                                 |
| Haltepunkt / Haltestelle (Strecke außer Betrieb) |                           | La Punta                                | La Punta                                |
| Haltepunkt / Haltestelle (Strecke außer Betrieb) |                           | Saltur                                  | Saltur                                  |
| Kopfbahnhof Streckenende (Strecke außer Betrieb) | 48                        | Pucalá                                  | Pucalá                                  |
| |                           |                                         |                                         |
| Quellen: |                           |                                         |                                         |

Die Bahnstrecke Pimentel–Pucalá war eine eingleisige Schmalspurbahn in der Spurweite von 914 mm in Peru. Sie verband die im Hinterland gelegenen Städte Pucalá und Chiclayo mit dem Hafen Pimentel am Pazifik.:22

## Geschichte

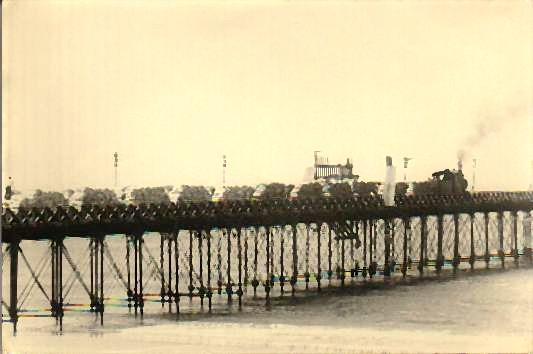
Die Pier in Pimentel

Seit 1867 gab es Bestrebungen, den Hafen von Pimentel mit den Städten des Hinterlandes zu verbinden. Im letzten Viertel des 19. Jahrhunderts ging die Ferrocarril de Pimentel zwischen Pimentel und Chiclayo in Betrieb. Das Verhältnis dieser Bahn zu der dann 1916 eröffneten Ferrocarril y Muelle de Pimentel zwischen Pimentel und Pucalá über Chiclayo ist unklar. Der von Pimentel ausgehende Streckenabschnitt wurde 1982 stillgelegt, weiter im Landesinneren liegende Abschnitte eventuell schon früher.:23

## Betrieb
In Chiclayo kreuzte die Strecke die normalspurige Bahnstrecke Eten–Ferreñafe. Aufgrund der Konkurrenzsituation zwischen beiden Bahngesellschaften führte diese Streckenkreuzung zu Auseinandersetzungen vor Gericht.:23 Es kamen bis zuletzt ausschließlich Dampflokomotiven, überwiegend mit Ölfeuerung, zum Einsatz. Dieselloks wurden nicht beschafft.
Ein umfangreiches, aber saisonal begrenztes Geschäft, war die Abfuhr von Zuckerrohr nach der Ernte.:24f